# Trinity United Church of Christ
Trinity United Church of Christ är, med sina över 8 500 (övervägande svarta) medlemmar, den största församlingen inom det amerikanska trossamfundet United Church of Christ.
Församlingen blev känd för den stora allmänheten genom dess tidigare pastors, Jeremiah Wright, relation till den blivande presidenten Barack Obama.
Som pastor i Trinity United Church of Christ fick Wright under sent 1980-tal leda Obama fram till en kristen tro, döpa honom och välkomna honom som församlingsmedlem. Wright fungerade även som andlig vägledare för Obamas presidentkampanj, tills han på grund av kontroversiella uttalanden i rasfrågan tvingades lämna denna uppgift i mars 2008.
Den 31 maj 2008 lämnade Obama Trinity United Church efter en kontroversiell predikan av katolske prästen Michael Pfleger, som Wright hade bjudit in till församlingen.